# Tomorrow Starts Today
Tomorrow Starts Today is het debuutalbum van de Canadese alternatieve rockband Mobile. Het werd uitgebracht op 8 april 2006 in Canada en op 21 augustus 2006 in de Verenigde Staten. Met dit album had Mobile vier singles te pakken: "Montreal Calling", "Out of My Head", "See Right Trough Me" en "Dusting Down the Stars". De eerste twee nummers waren al voor de releasedatum van Tomorrow Starts Today uitgebracht.

## Tracklist (Canadese versie)
1. "Hands Tied"
2. "New York Minute" (kwam ook voor in de tracklist van EA Sports spel FIFA 07.)
3. "Out of My Head"
4. "Montreal Calling"
5. "See Right Through Me"
6. "Lookin' Out"
7. "Scars"
8. "Dusting Down The Stars"
9. "Tomorrow Starts Today"
10. "How Can I Be Saved?"
11. "Lovedrug"
12. "Bleeding Words"

## Tracklist (Amerikaanse versie)
1. "Montreal Calling"
2. "Tomorrow Starts Today"
3. "Hands Tied"
4. "New York Minute"
5. "Out of My Head"
6. "See Right Through Me"
7. "Lookin' Out"
8. "Scars"
9. "Dusting Down The Stars"
10. "How Can I Be Saved?"
11. "Lovedrug"
12. "Bleeding Words"

## Singles
1. Montreal Calling (2005)
2. Out Of My Head (2006)
3. See Right Through Me (2006)
4. Dusting Down The Stars (2007)